# Mathieu Giroux
Mathieu Giroux (Montréal, 2 marzo 1986) è un pattinatore di velocità su ghiaccio canadese.
Ha vinto la medaglia d'oro olimpica nel pattinaggio di velocità alle Olimpiadi invernali 2010 svoltesi a Vancouver, nella gara di inseguimento a squadre maschile insieme a Denny Morrison e Lucas Makowsky.
Ai campionati mondiali di pattinaggio di velocità del 2011 ha vinto la medaglia d'argento nell'inseguimento a squadre maschile.